# Rodina (Bułgaria)
Rodina (bułg. Родина) – wieś w Bułgarii, w obwodzie Wielkie Tyrnowo, w gminie Złatarica. W 2024 roku liczyła 477 mieszkańców.